# Seznam prezidentů Finska
Toto je seznam prezidentů Finské republiky od jejího vzniku v roce 1917:
| Pořadí | Portrét | Jméno (narození–úmrtí)                  | Volby               | Nástup do úřadu   | Odchod z úřadu    | Politická strana (před zvolením)    |
| ------ | ------- | --------------------------------------- | ------------------- | ----------------- | ----------------- | ----------------------------------- |
| 1.     |         | Kaarlo Juho Ståhlberg (1865–1952)       | 1919                | 26. července 1919 | 2. března 1925    | Národní pokroková strana            |
| 2.     |         | Lauri Kristian Relander (1883–1942)     | 1925                | 2. března 1925    | 2. března 1931    | Agrární liga                        |
| 3.     |         | Pehr Evind Svinhufvud (1861–1944)       | 1931                | 2. března 1931    | 1. března 1937    | Národní koalice                     |
| 4.     |         | Kyösti Kallio (1873–1940)               | 1937                | 1. března 1937    | 19. prosince 1940 | Agrární liga                        |
| 5.     |         | Risto Ryti (1889–1956)                  | 1940 1943           | 19. prosince 1940 | 4. srpna 1944     | Národní pokroková strana            |
| 6.     |         | Carl Gustaf Emil Mannerheim (1867–1951) | 1944                | 4. srpna 1944     | 11. března 1946   | nestraník                           |
| 7.     |         | Juho Kusti Paasikivi (1870–1956)        | 1946 1950           | 11. března 1946   | 1. března 1956    | Národní koalice                     |
| 8.     |         | Urho Kaleva Kekkonen (1900–1986)        | 1956 1962 1968 1978 | 1. března 1956    | 27. ledna 1982    | Agrární liga                        |
| 9.     |         | Mauno Koivisto (1923–2017)              | 1982 1988           | 27. ledna 1982    | 1. března 1994    | Finská sociálně demokratická strana |
| 10.    |         | Martti Ahtisaari (1937–2023)            | 1994                | 1. března 1994    | 1. března 2000    | Finská sociálně demokratická strana |
| 11.    |         | Tarja Halonenová (* 1943)               | 2000 2006           | 1. března 2000    | 1. března 2012    | Finská sociálně demokratická strana |
| 12.    |         | Sauli Väinämö Niinistö (* 1948)         | 2012 2018           | 1. března 2012    | 1. března 2024    | Národní koalice                     |
| 13.    |         | Alexander Stubb (* 1968)                | 2024                | 1. března 2024    |                   | Národní koalice                     |